# Ipomoea gabrielii
Ipomoea gabrielii är en vindeväxtart som beskrevs av Jacques Denys Denis Choisy. Ipomoea gabrielii ingår i släktet praktvindor, och familjen vindeväxter. Inga underarter finns listade i Catalogue of Life.